# Puncturella rothi
Puncturella rothi är en snäckart som beskrevs av James Hamilton McLean 1984. Puncturella rothi ingår i släktet Puncturella och familjen nyckelhålssnäckor. Inga underarter finns listade i Catalogue of Life.